# Al Coutelis
Al Coutelis, de son vrai nom Alexandre Coutelis, est un auteur de bande dessinée et dessinateur de presse français, né le 8 février 1949 à Paris.
Auteur de séries réalistes comme humoristiques, il a travaillé depuis le début de sa carrière en 1971 dans l'hebdomadaire Pilote pour de très nombreux éditeurs et revues.

## Biographie
Avant d'entrer dans le milieu de la bande dessinée, Alexandre Coutelis a exercé les professions d'ajusteur monteur, d'apprenti dessinateur chez un architecte puis chez un ingénieur, et ceci certainement à cause de ses trop courtes études. Il décide plus tard de travailler sur des projets plus artistiques et prend des cours du soir. Désireux de se faire connaître, il n'hésite pas à montrer ses travaux à René Goscinny, rédacteur en chef du célèbre journal de bande dessinée Pilote.
En mars 1971, il entre à la rédaction de Pilote (ses rencontres avec René Goscinny doivent y être pour quelque chose) où il conçoit diverses pages d'actualités. Débute alors une longue carrière d'illustrateur de presse. Il publie dans de très nombreux quotidiens et magazines (Libération, Le Monde, L'Humanité, L'Équipe, Le Parisien, Le Nouvel Observateur, Science & vie…). Son talent sera d'ailleurs récompensé par le Grand prix du dessin de presse que lui décerne le Syndicat national des dessinateurs de presse (SNDP) en 1972.
Il s'oriente ensuite vers la bande dessinée, et travaille sur des projets prestigieux comme Superdupont (avec Jacques Lob, Marcel Gotlib, Alexis, Jean Solé), Le Cimetière des fous (avec Rodolphe), La Dame de Singapour (avec Francis Lambert), Chuck Dougherty, le privé et Tanguy et Laverdure (avec Jean-Michel Charlier), Man (avec Philippe Setbon), Bienvenue à Welcome Land  (avec Didier Tronchet), A.D Grand-Rivière (avec  Bollée) ou encore Goimbax (composé de 180 épisodes parus), Di Cazzo va tous les niquer, dans des magazines spécialisés tels que Pif Gadget, Scoop, Fluide glacial ou  L'Écho des savanes.